# Prima battaglia di Les Sables-d'Olonne
La prima battaglia di Les Sables-d'Olonne è stata una battaglia della Prima guerra di Vandea combattuta il 24 marzo 1793 a Les Sables-d'Olonne

## La battaglia
Il 24 marzo 1793, un esercito di 6 000 contadini insorti comandati da Jean-Baptiste Joly si presentò a Les Sables-d'Olonne per prendere la città. La città, comandata dal sindaco Joseph Gaudin aveva costantemente chiesto rinforzi ma non aveva ricevuto che 500 soldati dall'Isola di Ré. Nonostante l'inferiorità numerica i repubblicani decisero di andargli incontro. Gaudin alla testa di 500 uomini della guardia nazionale, 120 fanti di linea, 200 cavalieri e 21 cannoni andò incontro ai vandeani a La Vénérie. I vandeani chiesero ai repubblicani di lasciare la città evitando la battaglia, ma Gaudin rifiutò e fece catturare l'emissario.
Scoppiò la battaglia ma dopo un lungo scambio di fucilate, i repubblicani, superati nel numero, si ritirarono nella città. I Vandeani possedevano anche alcuni cannoni e fecero fuoco sulla città, ma per l'inesperienza degli artiglieri non fecero alcun danno. Gli insorti si lanciarono allora all'attacco della città ma l'artiglieria repubblicana li fece rapidamente arretrare. Di fronte alla resistenza dei repubblicani, l'ardore dei vandeani diminuì, molti gruppi abbandonarono il campo di battaglia e alla fine l'esercito finì per disperdersi, senza che Joly potesse opporsi si ritirò con i suoi uomini.